# 동티모르
동티모르 민주공화국(테툼어: Repúblika Demokrátika Timór-Lorosa'e 레푸블리카 데모크라티카 티모르로로사에, 포르투갈어: República Democrática de Timor-Leste 헤푸블리카 데모크라티카 지 티모를레스치[*], 영어: Democratic Republic of Timor-Leste), 줄여서 동티모르(테툼어: Timór Lorosa'e 티모르로로사에, 포르투갈어: Timor-Leste 티모르레스트[*], 문화어: 동부띠모르, 영어: East Timor, Timor-Leste)는 동남아시아의 티모르섬에 위치한 공화국이다. 지리적으로는 오세아니아와 아시아 간 경계인 티모르섬의 동쪽과 서티모르 북쪽의 일부, 그리고 인접 도서  지역으로 이루어져 있다.

## 역사
- 1520년 포르투갈의 동티모르 상륙
- 1702년 동티모르가 포르투갈의 식민지로 편입
- 1945년 인도네시아가 독립하면서 네덜란드령이었던 서티모르가 인도네시아로 자동 편입.
- 1975년 11월 28일 동티모르 독립혁명전선에서 포르투갈로부터 독립을 선언.
- 1975년 12월 7일 인도네시아 군대의 침공으로 강제 점령.
- 1976년 인도네시아의 27번째 주인 동티모르주로 강제 편입.
- 점령 기간 동안 인도네시아에서는 민족 말살 정책을 펴는 등 동티모르 영구 지배를 시도.[4]
- 동티모르 초대 대통령인 샤나나 구즈망을 비롯한 독립운동가들의 게릴라 운동 시작.
- 1998년 인도네시아 수하르토 독재정권이 붕괴, 바하루딘 유숩 하비비가 인도네시아의 새 대통령이 됨.
- 1999년 1월 하비비 대통령, 동티모르의 자치권을 인정.
- 1999년 8월 유엔에서 실시한 국민 투표를 통해 동티모르의 독립을 결정(80%가 독립 찬성). 동티모르에서 인도네시아 군대가 철수.
- 2000년 3월 동티모르 임시정부(ETTA) 수립.
- 2002년 5월 20일 인도네시아로부터 독립 선언을 정식으로 승인 받음.

## 자연 환경

### 지리
인도네시아 발리섬으로부터 비행기편으로 1시간 50분, 오스트레일리아 다윈으로부터 1시간 거리에 위치하고 있다. 동티모르는 티모르섬의 동부와 티모르섬의 서부 일부를 차지하고 있으며, 이 티모르섬은 오스트레일리아, 인도네시아가 통치하는 여러 섬에 둘러싸여 있다.

### 기후
동티모르는 건기와 우기로 나뉜다. 건기는 4월부터 10월까지이고 우기는 10월부터 이듬해 4월까지이다. 한낮의 최고 기온은 섭씨 35도 이상으로 무덥고 오후에 접어들면 간간히 소나기가 더운 대지를 식혀준다.

## 행정 구역

동티모르의 행정 구역

동티모르의 수도는 딜리이고, 행정 구역은 13개의 현으로 이루어져 있다.

## 정치

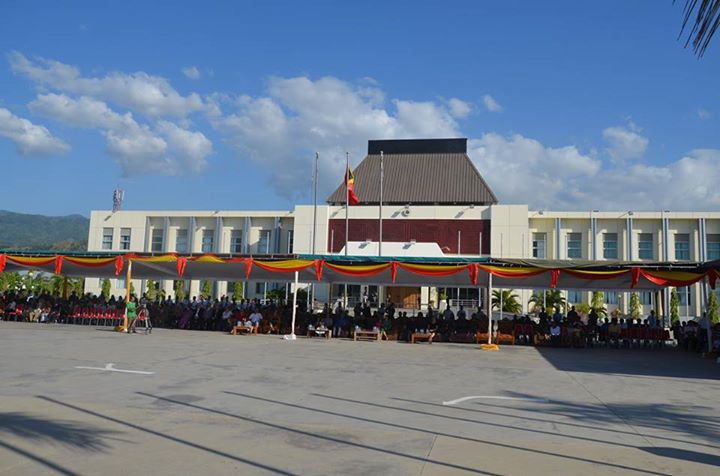
니콜라우 로바토 대통령궁 (딜리)

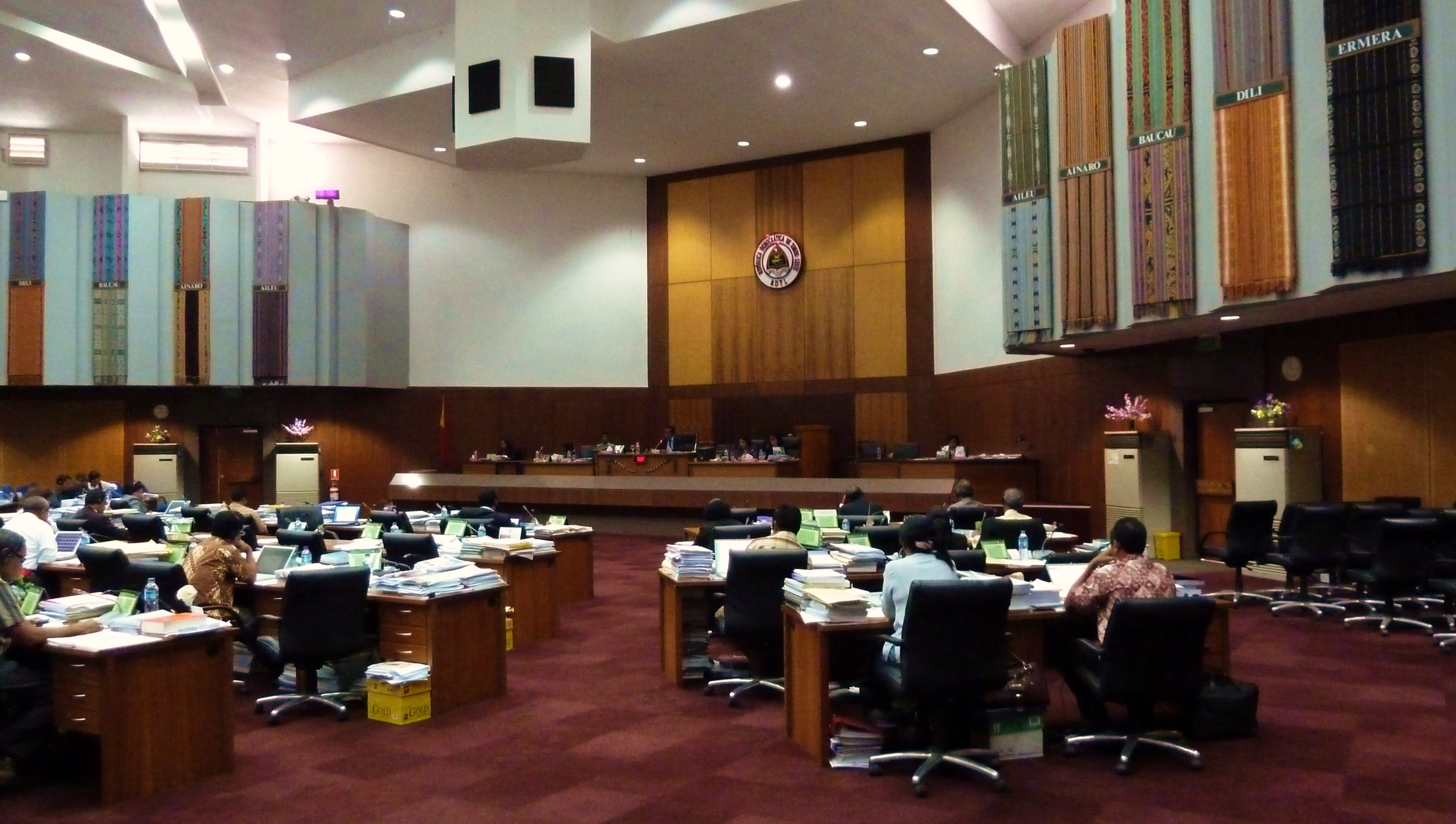
동티모르 국회 내부

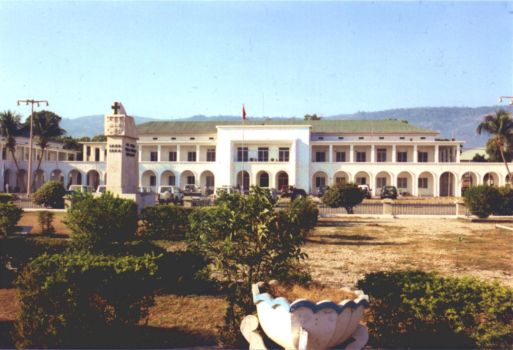
동티모르 정부청사

대통령제를 택하고 있는 공화제이다. 국민의회의 구성은 단원제로 채택되며, 국회의원 수는 65명이다. 주요 정당은 동티모르 독립혁명전선(FRETILIN)과 티모르 재건국민회의(CNRT)등이며, 대통령은 직접 선거로 선출되며 임기는 5년 중임제이며 1회 중임 할 수 있고 최대 임기는 10년이다. 현재 대통령은 주제 하무스오르타이며, 2022년 대통령 선거에서 당선되었다. 현재 총리는 前 대통령을 역임했던 타우르 마탄 루악이다.

## 인구와 주민

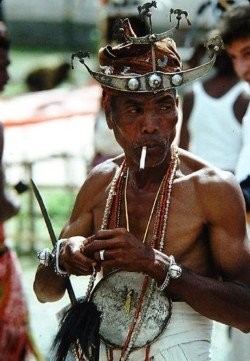
동티모르 원주민

주민은 말레이인이 대부분이다. 그 외 화교, 인도인, 하프카스트(포르투갈인과 말레이인의 혼혈) 등이 있다. 주요 민족은 말레이인, 포르투갈인, 테툼인 등이며, 아랍인과 파푸아인의 후손들도 있다. 인도네시아 지배의 영향으로 말레이인들이 많다.
| 연도              | 인구      | ±%     |
| ----------------- | --------- | ------ |
| 1980              | 555,350   | —      |
| 1990              | 747,557   | +34.6% |
| 2001              | 787,340   | +5.3%  |
| 2004              | 923,198   | +17.3% |
| 2010              | 1,066,582 | +15.5% |
| 2015              | 1,183,643 | +11.0% |
| 출처: 2015 census |           |        |

## 언어
테툼어와 포르투갈어가 공용어이다. 포르투갈어는 포르투갈의 지배로 인해 사용되는데, 실제로 많은 사람들이 가장 많이 사용하는 언어는 단연 테툼어이나 공식업무는 포르투갈어와 테툼어를 자주 사용한다. 동티모르 말레이어는 인도네시아 지배의 영향으로 인도네시아 말레이어를 사용한다. 인도네시아 지배 시절 인도네시아 정부는 동티모르 학교에 말레이어만 쓰도록 강요했다. 2002년 독립 이후 말레이어는 공용어 지위를 박탈당했으나, 현재도 실질적인 공용어로 사용되고 있으며, 테툼어와 포르투갈어가 업무어 및 완전한 공용어로 자리잡기 전까지는 이 언어가 영어와 함께 실질적인 공용어 역할을 하게 된다.

## 종교
종교는 천주교가 97.79%, 개신교가 1.01%, 이슬람교가 0.44%, 힌두교가 0.06%, 불교가 0.05%, 애니미즘 등이 소수 존재한다. 가톨릭신자가 기독교인들의 대부분인 이유는 포르투갈의 영향을 받았기 때문이며, 초대 대통령이었던 샤나나 구즈망도 예수회에서 세운 고등학교에서 공부했다.
인도네시아 통치 시대의 1992년 조사에서는 이슬람교도가 인구의 4%를 차지하고 있었다고 여겨지지만, 독립에 의해 인도네시아 정부의 공무원 등이 동티모르에서 퇴거하면서 이슬람교도의 비율은 큰 폭으로 줄어들었다.
한편 독립 운동 등의 정신적 지주가 되었던 로마 가톨릭교회의 신뢰도는 높아졌으며, 아시아 기독교 협의회(CCA), 세계 교회 협의회(WCC)도 인도네시아 교회의 반발에도 불구하고 동티모르 독립 운동을 지원하였다.

## 문화
포르투갈의 식민 지배 영향으로 포르투갈 문화적 요소가 남아 있어 축구를 좋아하고 노래와 춤을 즐기는 편이다. 또한 인도네시아 지배의 영향으로 인도네시아에서 고등교육을 받은 인사들이 동티모르 엘리트층을 구성하고 있으며, 대부분의 생필품이 인도네시아에서 유입되고 있어 경제적으로도 인도네시아 영향권 하에 위치하며, 천주교의 영향으로 대부분의 가정이 일부일처제이나, 지역에 따라 일부다처인 가정이 1%에서 11%사이에 분포된다.
동티모르의 공영 방송이자 라디오 및 텔레비전 방송국인 라디오 텔레비전 동티모르(RTTL)가 존재한다.

## 교육
기본적으로 현지어인 테툼어로 교육이 진행되나, 포르투갈의 지원으로 약간의 포르투갈어 교육도 진행된다. 교육제도는 초등학교 6년, 중, 고교 3년, 대학 4년으로 이루어져 있다. 대학교로는 국립 대학인 동티모르 대학교와 사립 대학인 딜리 대학교가 있다.

## 경제
동티모르 경제의 85%가 농업 부분에 종사하며 국민총생산에 차지하는 비율이 32%에 불과하다. 또한 자본, 노동력, 기술, 인프라가 부족하다. 동티모르의 1인당 국민 소득은 2000달러 남짓이다. 1999년말, 동티모르의 경제 인프라의 약 70%는 인도네시아 정부군과 독립에 반대하는 민병대에 의하여 파괴되어 경제력이 침체되었다가 2005년 이후 석유, 천연가스 사용료 수입이 본격적으로 유입하기 시작하면서 경제가 회복세로 전환되었으나, 2006년 경제성장이 -5.8%였다가 2007년에는 제조업과 서비스업이 활기를 띄어 8.4%를 기록하였고, 2008년 12.8%, 2009년 7.2% 성장을 하였다.
공식 통화는 US 달러이다. 특히 1센트에서 1달러 까지는 동티모르 최초의 동전이 존재한다.

### 농업
동티모르는 또한 대규모의, 그리고 수익성이 좋을 것으로 기대되는 커피 산업이 발달해 있으며, 수많은 공정 무역 소매 상인들 및 공개 시장에 유기농 커피를 판매하고 있다.

## 대외 관계

### 대한민국과 관계
대한민국과는 독립 연도인 2002년에 외교관계를 맺었으며 2002년 8월에는 수도 딜리에 주동티모르 한국대사관이 설립되었다. 1999년 상록수부대가 동티모르 현지에 파병되어 치안, 질서유지와 구호품 전달 등을 지원하였으며, 2009년까지 활동하였다. 대한민국에서는 동티모르에 국제평화유지군으로 상록수부대가 파병했다. 2003년 상록수부대에서 5명이 평화활동을 펼치는 도중 순직하는 참변이 발생하였다. 서티모르내 동티모르 행적구역인 오에쿠시(Oecusse) 부대쪽에 발전기 고장이 발생하여 발전기 수리를 위해 5명이 지프차를 타고 그곳으로 향해 마른 강을 건너는 도중 갑자기 상류에서 급류가 밀려와 순식간에 전원 순직했다.

### 일본
일본은 동티모르에 자위대를 유엔 평화유지군으로서 파견하였다.

### 아세안
동티모르는 동티모르의 동남아시아 국가 연합 가입을 신청하였으며, 현재 옵서버 자격을 얻은 상태이다.